# Maarten Van den Bossche
Maarten Van den Bossche is een personage uit de VTM-televisieserie Familie. Het personage werd van 1997 tot 2006 gespeeld door Gianni Verschueren; nadien nam Michael Vroemans de rol over tot 2013. Na iets meer dan een jaar keerde hij echter alweer terug in de soap.

## Overzicht
Maarten is de tweede zoon van Jan Van den Bossche en zijn tweede kind samen met Nele Van Winckel. Hij heeft een zus Leen en is de halfbroer van Willem, Bart, Mieke en Guido.
In zijn jonge jaren is Maarten de typische tienerjongen die zich afzet tegen zijn ouders en van het ene vriendinnetje naar het andere fladdert. Op school is hij allesbehalve een goede leerling en hij weet dan ook helemaal niet hoe zijn toekomst er moet gaan uitzien. Na zijn mislukte informaticastudies trekt hij naar de koksschool, een geslaagde keuze blijkt later.
Maarten begint een relatie met de speelse Evy Hermans. Wanneer zij hem na een tijdje bedriegt met zijn eigen neef Pierrot, begint hij iets met zijn stagemeester Caro Goossens.
Maarten wil zijn grote droom waarmaken en een eigen eetcafé openen. Hij wil daarom het café van Dimitri Roels overkopen, maar krijgt niet genoeg geld vast bij de bank. Tegen zijn wil in betrekt hij zijn vader bij de zaak, waardoor ze uiteindelijk een "gewoon" café moeten beginnen: Jan & Alleman. Omwille van het café moet Maarten zwaar inboeten op zijn sociaal leven, waardoor bijvoorbeeld het contact met zijn boezemvriend Bjorn Impens verwatert. Ook voor vriendinnetjes heeft hij geen tijd meer, tot de verleidelijke Roos Sterckx in het café komt werken. Al snel bloeit iets tussen de twee, en niet veel later hebben ze een relatie.
Samen met Roos beslist hij op zoek te gaan naar een nieuwe uitdaging. Eerst willen ze een broodjeszaak gaan runnen, maar al snel blijkt dit toch geen goed idee. Ze richten uiteindelijk een cateringzaak op, de Roos Crevette. Deze zaak kent slechts een wisselend succes, wat niet echt goed is voor hun relatie. Ze besluiten om uit elkaar te gaan maar uiteindelijk komen ze weer samen wanneer Maarten beslist heeft om de 'Roos Crevette' te verkopen.
Niet veel later krijgt Maarten een droomjob aangeboden: hij wordt chef-kok in het restaurant van een kennis van Mathias Moelaert. Wanneer blijkt dat de eigenaar van het restaurant een fraudeur is, verliest Maarten alweer zijn job. Wat later krijgt Maarten de kans om een restaurant binnen de VDB Holding te beginnen: de KomEet. Aanvankelijk doet de zaak het niet erg goed, maar na verloop van tijd wordt het een topzaak.
Maarten vraagt Roos ten huwelijk, maar omwille van hun drukke bezigheden in de KomEet beslissen ze om de festiviteiten een tijdje uit te stellen. Plots komt er een einde aan hun golf van geluk, wanneer de VDB Holding in financiële moeilijkheden raakt en besloten wordt dat de KomEet moet verdwijnen. Maarten krijgt wel de kans om mee te stappen in het opvolgend project, een keten van bio-foodbars, maar weigert. Hij wil zich bezinnen over zijn toekomst en vertrekt samen met Roos op wereldreis.
Tijdens hun wereldreis worden ze met hun toeristenbus gegijzeld door extremisten. Roos wordt vermoordt, en Maarten overleeft. Hij heeft nog kort terug iets met Evy, maar wanneer deze zwanger van hem raakt en een miskraam heeft, besluit hij te vertrekken na ongeveer één jaar terug in België te zijn geweest.